# Aces High
Aces High – singel brytyjskiej heavymetalowej grupy Iron Maiden wydany 22 października 1984. Napisana przez Steve’a Harrisa piosenka „Aces High” opowiada historię brytyjskiego lotnika RAF-u walczącego z Luftwaffe podczas Bitwy o Anglię.
„Aces High” była piosenką otwierającą koncerty podczas tournée World Slavery Tour i była często poprzedzana Churchill’s Speech – fragmentem sławnej przemowy premiera Wielkiej Brytanii 4 czerwca 1940.
Utwór znalazł się na albumie koncertowym Live After Death. Został także zamieszczony na kompilacjach Best of the Beast, Ed Hunter, The Essential Iron Maiden oraz Somewhere Back in Time.
Utwór był coverowany przez wielu artystów, m.in. Children of Bodom czy Arch Enemy
Ścieżka „King of Twilight” (ang. król zmierzchu) w rzeczywistości łączy dwie piosenki – „King of Twilight” i „Crying in the Dark”. Obie są coverami zespołu Nektar.
Koncertowa wersja „The Number of the Beast” (ang. Liczba Bestii) (pierwotnie z albumu o tej samej nazwie) została prawdopodobnie nagrana 18 grudnia 1983 w Dortmundzie w Niemczech.

## Lista utworów
1. „Aces High” (Steve Harris) – 4:31
2. „King of Twilight” (Nektar cover) – 4:50
3. „The Number of the Beast” (live) – 4:56

## Twórcy
- Bruce Dickinson – śpiew
- Dave Murray – gitara
- Adrian Smith – gitara, śpiew
- Steve Harris – gitara basowa, śpiew
- Nicko McBrain – perkusja